# Hottest Time of the Day
Hottest Time of the Day là mini-album đầu tay của nhóm nhạc nam Hàn Quốc 2PM. Album được ra mắt vào ngày 29 tháng 8 năm 2008. 2PM đã quảng bá cho album bằng ca khúc "10 Points Out Of 10".

## Danh sách bài hát
| STT              | Nhan đề                                                           | Phổ lời                                        | Phổ nhạc                       | Arrangements                                        | Thời lượng |
| ---------------- | ----------------------------------------------------------------- | ---------------------------------------------- | ------------------------------ | --------------------------------------------------- | ---------- |
| 1.               | "10 Out of 10 Points" (10점 만점에 10점 10 Jeom Manjeome 10 Jeom) | J.Y. Park "The Asiansoul"                      | J.Y. Park "The Asiansoul"      | J.Y. Park "The Asiansoul", Lee Woo-seok "Rainstone" | 3:23       |
| 2.               | "Only You"                                                        | J.Y. Park "The Asiansoul"                      | J.Y. Park "The Asiansoul"      | J.Y. Park "The Asiansoul"                           | 3:59       |
| 3.               | "Angel"                                                           | Kwon Tae-eun (for The Playdog), Park Jang-geun | Kwon Tae-eun (for The Playdog) | Kwon Tae-eun (for The Playdog)                      | 3:54       |
| 4.               | "10 Out of 10 Points" (Old School version)                        | J.Y. Park "The Asiansoul"                      | J.Y. Park "The Asiansoul"      | J.Y. Park "The Asiansoul", Lee Woo-seok "Rainstone" | 3:17       |
| 5.               | "10 Out of 10 Points" (Instrumental)                              |                                                | J.Y. Park "The Asiansoul"      | J.Y. Park "The Asiansoul"                           | 3:23       |
| 6.               | "Only You" (Instrumental)                                         |                                                | J.Y. Park "The Asiansoul"      | J.Y. Park "The Asiansoul"                           | 3:29       |
| Tổng thời lượng: | Tổng thời lượng:                                                  | Tổng thời lượng:                               | Tổng thời lượng:               | Tổng thời lượng:                                    | 21:55      |